# Challenger de Braunschweig 2014
El Sparkassen Open 2014 fue un torneo de tenis profesional jugado en canchas de tierra batida. Se disputó la 21.ª edición del torneo que formó parte del circuito ATP Challenger Tour 2014. Se llevó a cabo en Braunschweig, Alemania entre el 30 de junio y el 6 de julio de 2014.

## Jugadores participantes del cuadro de individuales

### Cabezas de serie
| País                  | Jugador            | Ranking1 | N.º |
| --------------------- | ------------------ | -------- | --- |
| Bandera de Kazajistán | Andrey Golubev     | 56       | 1   |
| Bandera de España     | Pablo Carreño      | 60       | 2   |
| Bandera de Alemania   | Tobias Kamke       | 87       | 3   |
| Bandera de Francia    | Paul-Henri Mathieu | 89       | 4   |
| Bandera de Argentina  | Diego Schwartzman  | 93       | 5   |
| Bandera de Brasil     | Thomaz Bellucci    | 97       | 6   |
| Bandera de Alemania   | Peter Gojowczyk    | 108      | 7   |
| Bandera de Alemania   | Julian Reister     | 110      | 8   |

- 1 Se ha tomado en cuenta el ranking del día 23 de junio de 2014.

### Otros participantes
Los siguientes jugadores recibieron una invitación (wild card), por lo tanto ingresan directamente al cuadro principal (WC):
- Andrey Golubev
- Maximilian Marterer
- Alexander Zverev
- Philipp Petzschner

Los siguientes jugadores ingresan al cuadro principal tras disputar el cuadro clasificatorio (Q):
- Nils Langer
- André Ghem
- Philipp Davydenko
- Jozef Kovalík

## Jugadores participantes en el cuadro de dobles

### Cabezas de serie
| País                 | Jugador           | País                     | Jugador            | Ranking1 | N.º |
| -------------------- | ----------------- | ------------------------ | ------------------ | -------- | --- |
| Bandera de Colombia  | Robert Farah      | Bandera de Austria       | Philipp Oswald     | 82       | 1   |
| Bandera de Alemania  | Gero Kretschmer   | Bandera de Alemania      | Alexander Satschko | 169      | 2   |
| Bandera de Australia | Rameez Junaid     | Bandera de Eslovaquia    | Michal Mertiňák    | 185      | 3   |
| Bandera de Polonia   | Mateusz Kowalczyk | Bandera de Nueva Zelanda | Artem Sitak        | 218      | 4   |

- 1 Se ha tomado en cuenta el ranking del día 23 de junio de 2014.

## Campeones

### Individual Masculino
- Alexander Zverev derrotó en la final a  Paul-Henri Mathieu por 1-6, 6-1 y 6-4.

### Dobles Masculino
- Andreas Siljeström /  Igor Zelenay derrotaron en la final a  Rameez Junaid /  Michal Mertiňák por 7-5, 6-4.